# Trichonta sincera
Trichonta sincera är en tvåvingeart som beskrevs av Gagne 1981. Trichonta sincera ingår i släktet Trichonta och familjen svampmyggor.
Artens utbredningsområde är Centralafrikanska republiken. Inga underarter finns listade i Catalogue of Life.